# ミハイル・グレーヴィチ
ミハイル・イォーシフォヴィチ・グレーヴィチ（ロシア語: Михаил Иосифович Гуревич、1893年1月12日 – 1976年11月12日）は、ソビエト連邦の航空機設計者である。アルチョム・ミコヤンとともにミグ設計局で、ソビエトの戦闘機の設計を行った。

## 生涯
クルスク地域の町の醸造技術者の家に生まれた。ハリコフ大学の数学科に学ぶが、1年後革命活動により大学を追放されたためフランスのモンペリエ大学に移り、フランス国立航空学校を出て航空工学の専門家となった。第一次世界大戦が始まった1914年夏に、故郷にもどった。内戦が終了した後、1925年にハリコフ工科大学を卒業し、州のエネルギー企業で働いた。
1929年、航空エンジニアの職を求めてモスクワに出て、1937年にポリカルポフ設計局のメンバーに加わり、1939年にミグ設計局の副設計主任となり、1957年に主任設計者となった。
5回のスターリン賞とレーニン賞（1962年）、ソ連邦英雄（1957年）を受勲した。